# Yorleys Mena
Yorleys Mena Palacios (* 20. Juli 1991 in Apartadó) ist ein kolumbianischer Fußballspieler.

## Karriere
Yorleys Mena begann seine Profikarriere 2009 bei Independiente Medellín und kehrte in seinem weiteren Karriereverlauf zweimal zu ebenjenem Klub zurück. Mit Independiente wurde er in der Finalización 2009 kolumbianischer Meister. In Kolumbien stand er auch für Real Cartagena, Junior, América de Cali, Alianza Petrolera und Deportivo Pereira auf dem Rasen. Im Jahr 2015 hatte er eine kurze Station beim mexikanischen Klub Monarcas Morelia. Seit 2020 steht er in Peru unter Vertrag. Er spielte zunächst für César Vallejo, das Mena 2021/22 an Adschman Club verlieh. Für die Saison 2025 unterschrieb er bei Aufsteiger Alianza Universidad.

## Erfolge
Independiente Medellín
- Kolumbianischer Meister: 2009-II